# Ben Harrell

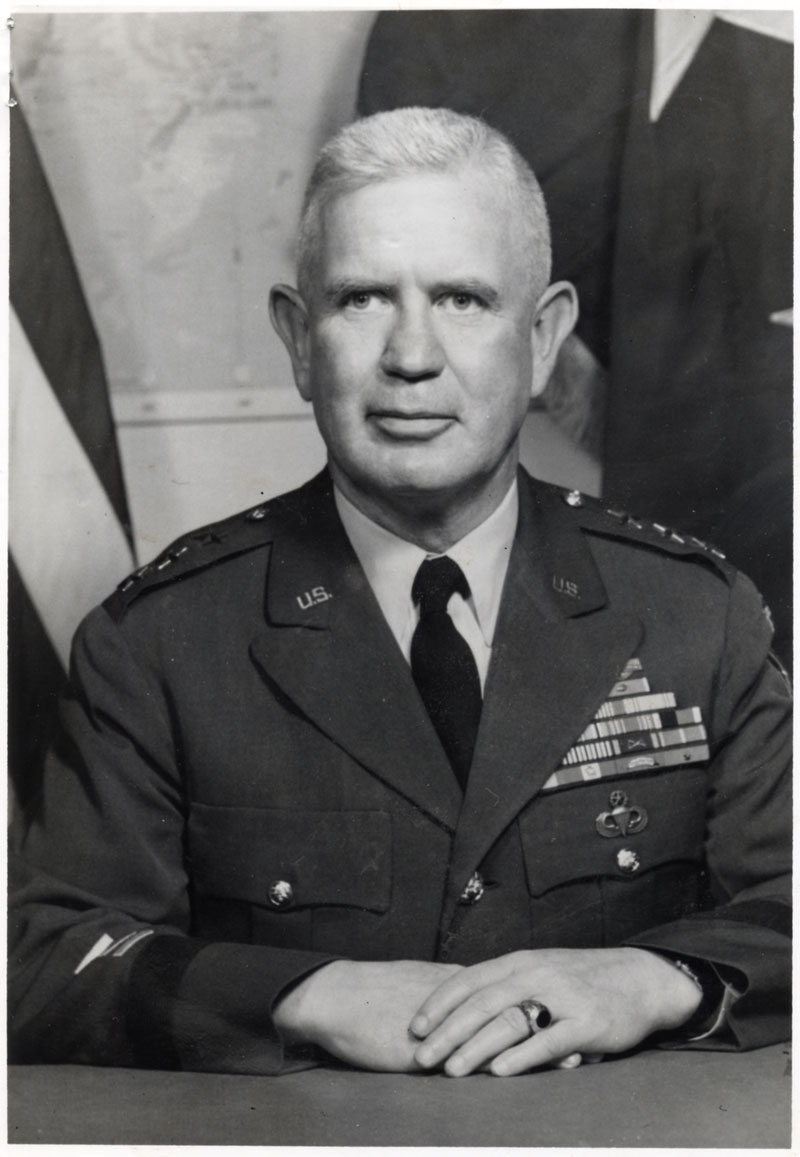
Ben Harrell

Ben Harrell (* 15. März 1911 in Medford, Jackson County, Oregon; † 26. Juli 1981 in Monterey, Monterey County, Kalifornien) war ein General der United States Army.
Ben Harrell besuchte die öffentlichen Schulen seiner Heimat einschließlich der High School. In den Jahren 1929 bis 1933 durchlief er die United States Military Academy in West Point. Nach seiner Graduation wurde er als Leutnant der Infanterie zugeteilt. In der Armee durchlief er anschließend alle Offiziersränge bis zum Vier-Sterne-General.
In seinen jüngeren Jahren absolvierte er den für Offiziere in den niederen Rangstufen üblichen Dienst in verschiedenen Einheiten und Standorten. Im weiteren Verlauf seiner Laufbahn kommandierte er Einheiten auf fast allen militärischen Ebenen. Zwischenzeitlich wurde er auch als Stabsoffizier eingesetzt. Nach dem amerikanischen Eintritt in den Zweiten Weltkrieg war er an der Ausarbeitung der Pläne zur Landung der Alliierten in Nordafrika ebenso beteiligt wie später an der Landung auf Sizilien (Operation Husky). In der Folge nahm er am Vormarsch durch Italien teil. Dabei war er zwischenzeitlich Stabschef der 3. Infanteriedivision und dann Leiter der Stabsabteilung G3 (Operationen) beim VI. Korps. Im August 1944 gehörte Harrell zu den Truppen die im Süden Frankreichs landeten und dort eine neue Front eröffneten. Kurz danach erhielt er das Kommando über das 7. Infanterieregiment. Mit diesem drang er nach Norden vor, wobei er in einige Gefechte verwickelt wurde. Ende 1944 erreichte sein Regiment Straßburg und damit die deutsche Grenze. Dann wurde er erneut nach Italien versetzt, wo er bis zum Ende des Krieges die Stabsabteilung G3 der 5. Armee leitete.
Im Dezember 1945 kehrte Ben Harrell in die Vereinigten Staaten zurück, wo er dem Stab der U.S. Army Infantry School angehörte. Dann leitete er bei der 11. Luftlandedivision deren G3-Stabsabteilung. Anschließend erhielt er das Kommando des dieser Division unterstellten 511. Luftlanderegiments, ehe er im Jahr 1950 Stabschef dieser Division wurde. Daran schloss sich ein Studium am National War College an. In den folgenden Jahren tat er in Europa Dienst. Er war zunächst Stabsoffizier im Supreme Headquarters Allied Powers Europe (SHAPE) das damals bei Paris ansässig war. Dann wurde er nach Berlin versetzt, wo er im August 1953 das Kommando über das 6. Infanterieregiment übernahm. Im folgenden Jahr wurde er Stabschef der Berlin Brigade.
Nach seiner Zeit in Berlin übernahm Harrell einige Aufgaben als Stabsoffizier im Pentagon. Anfang 1956 erreichte er mit seiner Beförderung zum Brigadegeneral die Generalsränge. Im Juli 1958 wurde er nach Südkorea versetzt, wo er die 7. Infanteriebrigade kommandierte und dem Stab der 7. Infanteriedivision angehörte. Am 1. August 1959 erfolgte seine Beförderung zum Generalmajor. In der Folge gehörte er dem Stab des U.S. Continental Army Commands in Fort Monroe in Virginia an. Zwischen Juni 1960 und Juli 1961 kommandierte Ben Harrell als Nachfolger von William Westmoreland die 101. Luftlandedivision in Fort Campbell, Kentucky. Anschließend kehrte er nach Fort Benning zurück, wo er das Kommando über das dortige Infantry Center und die U.S. Army Infantry School übernahm. Daran schloss sich ab Februar 1963 eine erneute Verwendung als Stabsoffizier im Pentagon und seine Beförderung zum Generalleutnant an. Von Mai 1965 bis Juli 1967 kommandierte er das U.S. Army Combat Development Command in Fort Belvoir. Danach erhielt er den Oberbefehl über 6. Armee, deren Hauptquartier sich im Presidio bei San Francisco befand. Harrell bekleidete dieses Kommando in den Jahren 1967 und 1968. Nach seiner Beförderung zum Vier-Sterne-General im Jahr 1968 übernahm Ben Harrell das Kommando über die Alliierten Bodentruppen in Südeuropa (Allied Land Forces South East Europe) mit Sitz in Verona. Diese Position behielt er bis zu seinem Eintritt in den Ruhestand im Jahr 1971. Ben Harrell starb am 26. Juli 1981 und wurde auf dem San Francisco National Cemetery beigesetzt.

## Orden und Auszeichnungen
Ben Harrell erhielt im Lauf seiner militärischen Laufbahn unter anderem folgende Auszeichnungen:
- Army Distinguished Service Medal (2-Mal)
- Silver Star
- Legion of Merit (3-Mal)
- Bronze Star Medal (2-Mal)
- American Defense Service Medal
- American Campaign Medal
- Army Commendation Medal
- European-African-Middle Eastern Campaign Medal
- World War II Victory Medal
- Army of Occupation Medal
- National Defense Service Medal
- Brazilian Medal of Honor (Brasilien)
- Order of the British Empire (Großbritannien)
- Czechoslovakian War Cross (Tschechoslowakei)
- Croix de Guerre (Frankreich)
- Italian Order of the Crown (Italien)